# Кластерна політика
Кластерна політика — це система стратегічних, організаційних та інституційних заходів, спрямованих на підтримку створення, розвитку та ефективного функціонування кластерів. Така політика реалізується на національному, регіональному або місцевому рівнях і є важливим інструментом економічного розвитку, підвищення конкурентоспроможності та інноваційного потенціалу економіки.

## Мета та завдання
Кластерна політика ґрунтується на концепції кластерів — географічно сконцентрованих груп взаємопов'язаних підприємств, науково-дослідних установ, навчальних закладів, органів влади та інших організацій, які взаємодіють між собою з метою посилення спільних конкурентних переваг.
Основні цілі кластерної політики:
- підтримка інноваційної діяльності;
- підвищення продуктивності та конкурентоспроможності підприємств;
- розвиток малого і середнього бізнесу;
- стимулювання співпраці між бізнесом, наукою та освітою;
- сприяння регіональному розвитку.
- підвищення конкурентоспроможності економіки;
- зменшення регіональних диспропорцій

У межах кластерної політики застосовуються такі інструменти:
- фінансова підтримка (гранти, субсидії, податкові стимули);
- розвиток інфраструктури (створення індустріальних парків, технопарків, інноваційних хабів);
- інституційна підтримка (створення кластерних агентств, центрів компетенцій);
- освітні програми та наукові ініціативи (підготовка кадрів, трансфер технологій);
- сприяння участі кластерів у міжнародній співпраці.

## Приклади кластерної політики у світі
- Європейський Союз активно впроваджує кластерну політику через програми COSME, Horizon Europe та Smart Specialisation.
- Німеччина реалізує програму go-cluster та має численні галузеві кластери на регіональному рівні.
- США використовують інструменти підтримки кластерів через Economic Development Administration.
- Південна Корея відома своїми технопарками й інноваційними кластерами, які сприяли розвитку ІТ та електроніки.

## Кластерна політика в Європейському Союзі
Європейський Союз активно підтримує розвиток кластерів як інструмент реалізації регіональної та інноваційної політики. В межах програм Horizon Europe, COSME, Європейської платформи співпраці кластерів (ECCP) реалізуються проєкти, спрямовані на транснаціональну кластерну співпрацю та цифровізацію економіки.

## Кластерна політика в Україні
В Україні кластерна політика розвивається з початку 2000-х років, однак активізація відбулася після 2014 року в межах процесів децентралізації та євроінтеграції. У 2021 році Міністерство економіки України представило Стратегію розвитку індустріальних парків і кластерів, а також започаткувало створення національної кластерної мережі. Приклади діючих кластерів — IT Cluster Lviv, Кластер легкої промисловості у Хмельницькому, Агропромисловий кластер «Слобожанщина».

## Обґрунтування значущості
Кластерна політика є однією з провідних сучасних парадигм економічного розвитку, що визнається Європейською комісією, Організацією економічного співробітництва та розвитку (OECD), Світовим банком та іншими міжнародними інституціями. У науковій літературі, зокрема працях М. Портера, кластерна політика розглядається як ключовий інструмент інноваційної та регіональної політики. Її значущість підтверджується впровадженням у політику багатьох країн, а також включенням у стратегічні документи України. Тема широко висвітлена в академічних дослідженнях, міжнародних звітах та офіційних документах.

## Критика та виклики
Кластерна політика потребує зваженого підходу, оскільки її успіх залежить від:
- ефективної міжсекторальної співпраці;
- наявності інституційної спроможності;
- належного фінансування;
- адаптації до потреб конкретного регіону чи галузі.